# Paquet législatif
Un paquet législatif est un ensemble de textes négociés pour être adoptés en tant que loi pour faire le droit[C'est-à-dire ?]. Il peut donc s'agir d'une proposition d'un ensemble de lois, ou d'un ensemble de proposition de lois.
La notion de paquet législatif est plutôt utilisée dans l'Union européenne, depuis plutôt longtemps[C'est-à-dire ?]. Elle est également utilisée dans d'autres États.

## Dans l'Union européenne
La notion de paquet législatif couvre un ensemble de plusieurs textes législatifs. Ainsi, le paquet législatif "Fit for 55" (ou « Ajustement à l'objectif 55 ») contient 12 propositions législatives publié par la Commission européenne le 14 juillet 2021.

### Exemples
La notion de paquet législatif se retrouve dans le nom de certains paquets de loi, par exemple le « troisième paquet énergie » (13 juillet 2009)[réf. incomplète], « paquet climat-énergie », « paquet législatif sur les services numériques », paquet législatif sur la gouvernance économique de l'UE (« six-pack »),, « paquet finance numérique » (« en anglais : Digital Finance Package »).

### Acte délégué
En 1996, pour la politique européenne des transports ferroviaires, le premier Livre blanc, titré Une stratégie pour revitaliser les chemins de fer communautaires, fut publié le 30 juillet 1996 et annonçait une nouvelle stratégie législative de l'Union européenne. Au lieu de directives éparpillées au fil des ans, dorénavant les directives seraient proposées par paquets. Ce traitement par bloc permet d'empêcher que le Parlement et/ou le Conseil de l'Union européenne, codécideur, ne déforment les projets en n'adoptant pas ou en enterrant certains aspects[réf. incomplète].
Dans le secteur de l'agroalimentaire, en octobre 2013, lors de l'examen du paquet législatif sur la santé animale et végétale, la rapporteure évoque la crainte d'un blanc-seing donné à la Commission via « un nombre considérable d'actes dérivés : les 260 articles de base renvoient à quelque 106 actes délégués et 57 actes d'exécution. Le texte est parfois ressenti comme étant « une coquille vide » qui sera remplie plus tard. Remplie par la Commission, au nom de son pouvoir délégué et de son pouvoir d'exécution. Ainsi, cette législation renvoie le détail aux actes dérivés. » La résolution du Sénat du 6 décembre 2013 « déplore le recours manifestement excessif aux actes délégués et aux actes d'exécution - 163 au total - qui confère un pouvoir exorbitant à la Commission européenne ».

## Dans des États indépendants
Le paquet législatif est utilisé dans divers pays européens, comme en Allemagne ou en Hongrie.
En France, la loi sur la sécurité quotidienne (ou LSQ) est une loi sur la sécurité civile votée le 15 novembre 2001 sur proposition du gouvernement Jospin (et de son ministre de l'Intérieur Daniel Vaillant) deux mois après les attentats du 11 septembre. Elle est qualifiée de « paquet législatif » car elle regroupe des textes portant sur divers moyens de lutte contre le terrorisme, les trafics (notamment d'armes) et les nuisances sociales et incivilités.